# Playoffs du championnat de France de basket-ball 2014-2015
Navigation
Playoffs 2014 Playoffs 2016
Les playoffs du championnat de France de Pro A opposent à l'issue de la saison régulière les huit meilleures équipes du championnat. Ils se déroulent en trois tours (quarts de finale au meilleur des trois matchs, puis demi-finales et finale au meilleur des cinq matchs). Le vainqueur est couronné champion de France et accède directement à l'Euroligue.
L'édition 2015 fait suite à la saison régulière 2014-2015.

## Formule

### Règlement
| Match | Quarts de finale                    | Demi-finales                        | Finale                              |
| ----- | ----------------------------------- | ----------------------------------- | ----------------------------------- |
| 1     | Meilleur bilan en saison régulière  | Meilleur bilan en saison régulière  | Meilleur bilan en saison régulière  |
| 2     | Moins bon bilan en saison régulière | Meilleur bilan en saison régulière  | Meilleur bilan en saison régulière  |
| 3     | Meilleur bilan en saison régulière  | Moins bon bilan en saison régulière | Moins bon bilan en saison régulière |
| 4     | -                                   | Moins bon bilan en saison régulière | Moins bon bilan en saison régulière |
| 5     | -                                   | Meilleur bilan en saison régulière  | Meilleur bilan en saison régulière  |

Les huit meilleures équipes de la saison régulière sont qualifiées pour les playoffs de Pro A. La compétition se déroule en trois tours (quarts de finale, demi-finales et la finale).
Les quarts de finale se déroulent au meilleur des trois manches. Si une équipe mène la série 2 à 0, le troisième match n'est pas disputé. Les demi-finales et la finale se jouent au meilleur des cinq manches. Les matchs 4 et 5 sont disputés uniquement si nécessaire.
Le tableau des playoffs est défini suivant le classement des équipes à l'issue de la saison régulière. Lors des quarts de finale, le premier affronte le huitième (rencontre A), le second affronte le septième (rencontre B), le troisième affronte le sixième (rencontre C) et le quatrième affronte le cinquième (rencontre D). Lors des demi-finales, le vainqueur de la rencontre A affronte le vainqueur de la rencontre D (rencontre E) et le vainqueur de la rencontre B affronte le vainqueur de la rencontre C (rencontre F). La finale oppose le vainqueur de la rencontre E au vainqueur de la rencontre F. Le vainqueur de cette finale est désigné champion de France de Pro A.
Pour chaque tour, l'équipe jouant la rencontre à domicile est définie suivant le tableau ci-contre.

## Équipes qualifiées

### Chronologie des qualifications
Le 28 mars (26e journée), les défaites combinées de Dijon au Havre (63-83) et de Gravelines-Dunkerque à Limoges (83-87), permettent à Strasbourg d'être la première équipe qualifiée pour les playoffs.
Après avoir remporté le titre en 2013 mais n'étant pas parvenu à se qualifier en 2014, Nanterre retrouve officiellement les playoffs après sa victoire contre Châlons-Reims, le 4 avril (27e journée).
Le CSP Limoges est la troisième équipe à se qualifier pour les playoffs. Le champion en titre, malgré sa défaite à Orléans lors de la 30e journée, se qualifie grâce aux défaites du Paris-Levallois et de la JDA Dijon.

### Classement de la saison régulière
| Rang | Équipe               | Bilan | Statut        | Date (et journée) d'obtention   | Date (et journée) d'obtention       | Date (et journée) d'obtention | Date (et journée) d'obtention |
| Rang | Équipe               | Bilan | Statut        | Qualification pour les playoffs | Avantage du terrain au premier tour | Première place                |                               |
| ---- | -------------------- | ----- | ------------- | ------------------------------- | ----------------------------------- | ----------------------------- | ----------------------------- |
| 1    | Strasbourg F         | 30-4  | Qualifié      | 28 mars (J26)                   | 4 avril (J27)                       | 9 mai (J32)                   |                               |
| 2    | Nanterre             | 25-9  | Qualifié      | 4 avril (J27)                   | 11 avril (J28)                      | —                             |                               |
| 3    | LimogesT             | 22-12 | Qualifié      | 25 avril (J30)                  | 12 mai (J33)                        | —                             |                               |
| 4    | Le Mans              | 19-15 | Qualifié      | 16 mai (J34)                    | 16 mai (J34)                        | —                             |                               |
| 5    | ASVEL                | 19-15 | Qualifié      | 16 mai (J34)                    | —                                   | —                             |                               |
| 6    | Le Havre             | 19-15 | Qualifié      | 5 mai (J31)                     | —                                   | —                             |                               |
| 7    | Nancy                | 18-16 | Qualifié      | 16 mai (J34)                    | —                                   | —                             |                               |
| 8    | Chalon-sur-Saône     | 18-16 | Qualifié      | 16 mai (J34)                    | —                                   | —                             |                               |
| 9    | Gravelines-Dunkerque | 18-16 | Éliminé (J34) | —                               | —                                   | —                             |                               |
| 10   | Dijon                | 17-17 | Éliminé (J33) | —                               | —                                   | —                             |                               |
| 11   | Paris Levallois      | 17-17 | Éliminé (J34) | —                               | —                                   | —                             |                               |
| 12   | Châlons-Reims        | 17-17 | Éliminé (J33) | —                               | —                                   | —                             |                               |
| 13   | Pau-Lacq-Orthez      | 13-18 | Éliminé (J30) | —                               | —                                   | —                             |                               |
| 14   | Rouen                | 12-19 | Éliminé (J31) | —                               | —                                   | —                             |                               |
| 15   | Cholet               | 12-19 | Éliminé (J31) | —                               | —                                   | —                             |                               |
| 16   | Orléans              | 9-21  | Éliminé (J28) | —                               | —                                   | —                             |                               |
| 17   | Bourg-en-Bresse      | 8-23  | Éliminé (J27) | —                               | —                                   | —                             |                               |
| 16   | Boulogne-sur-Mer     | 6-25  | Éliminé (J26) | —                               | —                                   | —                             |                               |

| Légende :                            |
| - Qualifié pour les Play-offs        |
| - Éliminé de la course aux Play-offs |
| T : Tenant du titre                  |
| F : Finaliste de Pro A 2013-2014     |
| Source classement : lnb.fr           |

### Salles des participants
| \| Le Havre Limoges Nanterre Strasbourg Villeurbanne Le Mans Nancy Chalon \| Localisation des clubs engagés en playoffs 2015. |
| Le Havre Limoges Nanterre Strasbourg Villeurbanne Le Mans Nancy Chalon                                                        |

| Le Havre Limoges Nanterre Strasbourg Villeurbanne Le Mans Nancy Chalon |

## Tableau et programme
|  | Quarts de finale          | Quarts de finale             | Quarts de finale | Quarts de finale |                                |    | Demi-finales | Demi-finales | Demi-finales                   | Demi-finales | Demi-finales | Demi-finales |  |  | Finale | Finale | Finale | Finale | Finale | Finale |
|  |                           |                              |                  |                  |                                |    |              |              |                                |              |              |              |  |  |        |        |        |        |        |        |
|  | Les 23, 25 et 27 mai 2015 |                              |                  |                  |                                |    |              |              |                                |              |              |              |  |  |        |        |        |        |        |        |
|  |                           |                              |                  |                  |                                |    |              |              |                                |              |              |              |  |  |        |        |        |        |        |        |
|  | (1) Strasbourg            | 65                           | 71               | 78               |                                |    |              |              |                                |              |              |              |  |  |        |        |        |        |        |        |
|  | (1) Strasbourg            | 65                           | 71               | 78               | Les 30 mai, 1er et 4 juin 2015 |    |              |              |                                |              |              |              |  |  |        |        |        |        |        |        |
|  | (8) Chalon-sur-Saône      | 62                           | 79               | 65               |                                |    |              |              |                                |              |              |              |  |  |        |        |        |        |        |        |
|  | (8) Chalon-sur-Saône      | 62                           | 79               | 65               | (1) Strasbourg                 | 78 | 86           | 85           |                                |              |              |              |  |  |        |        |        |        |        |        |
|  | Les 23, 25 et 27 mai 2015 |                              |                  |                  | (1) Strasbourg                 | 78 | 86           | 85           |                                |              |              |              |  |  |        |        |        |        |        |        |
|  |                           | (4) Le Mans                  | 69               | 79               | 72                             |    |              |              |                                |              |              |              |  |  |        |        |        |        |        |        |
|  | (4) Le Mans               | (4) Le Mans                  | 69               | 79               | 72                             | 71 | 68           | 69           |                                |              |              |              |  |  |        |        |        |        |        |        |
|  | (4) Le Mans               |                              |                  |                  |                                | 71 | 68           | 69           | Les 12, 14, 18 et 20 juin 2015 |              |              |              |  |  |        |        |        |        |        |        |
|  | (5) Lyon-Villeurbanne     | 70                           | 74               | 60               |                                |    |              |              |                                |              |              |              |  |  |        |        |        |        |        |        |
|  | (5) Lyon-Villeurbanne     | 70                           | 74               | 60               | (1) Strasbourg                 | 68 | 66           | 59           | 75                             |              |              |              |  |  |        |        |        |        |        |        |
|  | Les 22 et 24 mai 2015     |                              |                  |                  | (1) Strasbourg                 | 68 | 66           | 59           | 75                             |              |              |              |  |  |        |        |        |        |        |        |
|  |                           | (3) Limoges                  | 70               | 52               | 71                             | 82 |              |              |                                |              |              |              |  |  |        |        |        |        |        |        |
|  | (2) Nanterre              | (3) Limoges                  | 70               | 52               | 71                             | 82 | 76           | 68           |                                |              |              |              |  |  |        |        |        |        |        |        |
|  | (2) Nanterre              | Les 31 mai, 2 et 5 juin 2015 |                  |                  |                                |    | 76           | 68           |                                |              |              |              |  |  |        |        |        |        |        |        |
|  | (7) Nancy                 | 84                           | 82               |                  |                                |    |              |              |                                |              |              |              |  |  |        |        |        |        |        |        |
|  | (7) Nancy                 | 84                           | 82               | (7) Nancy        | 61                             | 74 | 77           |              |                                |              |              |              |  |  |        |        |        |        |        |        |
|  | Les 22 et 24 mai 2015     |                              |                  | (7) Nancy        | 61                             | 74 | 77           |              |                                |              |              |              |  |  |        |        |        |        |        |        |
|  |                           | (3) Limoges                  | 78               | 92               | 82                             |    |              |              |                                |              |              |              |  |  |        |        |        |        |        |        |
|  | (3) Limoges               | (3) Limoges                  | 78               | 92               | 82                             | 78 | 81           |              |                                |              |              |              |  |  |        |        |        |        |        |        |
|  | (3) Limoges               |                              |                  |                  |                                | 78 | 81           |              |                                |              |              |              |  |  |        |        |        |        |        |        |
|  | (6) Le Havre              | 75                           | 75               |                  |                                |    |              |              |                                |              |              |              |  |  |        |        |        |        |        |        |
|  | (6) Le Havre              | 75                           | 75               |                  |                                |    |              |              |                                |              |              |              |  |  |        |        |        |        |        |        |
|  |                           |                              |                  |                  |                                |    |              |              |                                |              |              |              |  |  |        |        |        |        |        |        |

## Quarts de finale

### Strasbourg - Châlon-sur-Saône
| 23 mai 2015 20h00 CEST | Statistiques | Strasbourg                                                   | 65–62                               | Chalon-sur-Saône                                                 |  | Rhénus Sport, Strasbourg Arbitres : Joseph Bissang Gille Bretagne Philippe Creton | LNB TV |
| 23 mai 2015 20h00 CEST | Statistiques | Score par quart-temps : 15-20, 17-19, 14-14, 19-9            |                                     |                                                                  |  | Rhénus Sport, Strasbourg Arbitres : Joseph Bissang Gille Bretagne Philippe Creton | LNB TV |
| 23 mai 2015 20h00 CEST | Statistiques | Score par mi-temps : 32-39, 33-23                            |                                     |                                                                  |  | Rhénus Sport, Strasbourg Arbitres : Joseph Bissang Gille Bretagne Philippe Creton | LNB TV |
| 23 mai 2015 20h00 CEST | Statistiques | Antoine Diot 16 Matt Howard 8 Antoine Diot 6 Diot, Howard 15 | Points Rebonds Passes d. Évaluation | Dove, Rich, Gradit 15 Marcus Dove 12 Jason Rich 4 Marcus Dove 25 |  | Rhénus Sport, Strasbourg Arbitres : Joseph Bissang Gille Bretagne Philippe Creton | LNB TV |
| 23 mai 2015 20h00 CEST | Statistiques | Strasbourg mène la série 1 à 0.                              |                                     |                                                                  |  | Rhénus Sport, Strasbourg Arbitres : Joseph Bissang Gille Bretagne Philippe Creton | LNB TV |

| 25 mai 2015 19h30 CEST | Statistiques | Chalon-sur-Saône                                                           | 79–71                               | Strasbourg                                                |  | Le Colisée, Chalon-sur-Saône Arbitres : Jean Charles Collin Ivan Paic Stéphane Gueu | LNB TV |
| 25 mai 2015 19h30 CEST | Statistiques | Score par quart-temps : 23-16, 21-14, 15-24, 20-17                         |                                     |                                                           |  | Le Colisée, Chalon-sur-Saône Arbitres : Jean Charles Collin Ivan Paic Stéphane Gueu | LNB TV |
| 25 mai 2015 19h30 CEST | Statistiques | Score par mi-temps : 44-30, 35-41                                          |                                     |                                                           |  | Le Colisée, Chalon-sur-Saône Arbitres : Jean Charles Collin Ivan Paic Stéphane Gueu | LNB TV |
| 25 mai 2015 19h30 CEST | Statistiques | Anthony Ireland 16 Bouteille, Dawson 5 Anthony Ireland 7 William Gradit 18 | Points Rebonds Passes d. Évaluation | Ali Traore 22 Ali Traore 7 Louis Campbell 7 Ali Traore 22 |  | Le Colisée, Chalon-sur-Saône Arbitres : Jean Charles Collin Ivan Paic Stéphane Gueu | LNB TV |
| 25 mai 2015 19h30 CEST | Statistiques | Égalité dans la série 1 à 1.                                               |                                     |                                                           |  | Le Colisée, Chalon-sur-Saône Arbitres : Jean Charles Collin Ivan Paic Stéphane Gueu | LNB TV |

| 27 mai 2015 20h00 CEST | Statistiques | Strasbourg                                                          | 78–65                               | Chalon-sur-Saône                                            |  | Rhénus Sport, Strasbourg Arbitres : Nicolas Maestre Mathieu Hosselet Freddy Lepercq | LNB TV |
| 27 mai 2015 20h00 CEST | Statistiques | Score par quart-temps : 16-22, 22-13, 24-20, 16-10                  |                                     |                                                             |  | Rhénus Sport, Strasbourg Arbitres : Nicolas Maestre Mathieu Hosselet Freddy Lepercq | LNB TV |
| 27 mai 2015 20h00 CEST | Statistiques | Score par mi-temps : 38-35, 40-30                                   |                                     |                                                             |  | Rhénus Sport, Strasbourg Arbitres : Nicolas Maestre Mathieu Hosselet Freddy Lepercq | LNB TV |
| 27 mai 2015 20h00 CEST | Statistiques | Louis Campbell 13 Leloup, Campbell 7 Antoine Diot 7 Antoine Diot 23 | Points Rebonds Passes d. Évaluation | Eric Dawson 16 Marcus Dove 9 Ilian Evtimov 4 Marcus Dove 23 |  | Rhénus Sport, Strasbourg Arbitres : Nicolas Maestre Mathieu Hosselet Freddy Lepercq | LNB TV |
| 27 mai 2015 20h00 CEST | Statistiques | Strasbourg remporte la série 2 à 1.                                 |                                     |                                                             |  | Rhénus Sport, Strasbourg Arbitres : Nicolas Maestre Mathieu Hosselet Freddy Lepercq | LNB TV |

| Strasbourg   | Strasbourg | Catégorie                   | Chalon-sur-Saône | Chalon-sur-Saône           |
| ------------ | ---------- | --------------------------- | ---------------- | -------------------------- |
| Ali Traoré   | 42 (14,0)  | Points (moy. par match)     | 37 (12,3)        | William Gradit Marcus Dove |
| Ali Traoré   | 15 (5,0)   | Rebonds (moy. par match)    | 25 (8,3)         | Marcus Dove                |
| Antoine Diot | 18 (6,0)   | Passes (moy. par match)     | 8 (2,7)          | Anthony Ireland            |
| Antoine Diot | 46 (15,3)  | Évaluation (moy. par match) | 56 (18,7)        | Marcus Dove                |

| Match | Joueur       | Équipe     | Évaluation | Points | Rebonds | Passes |
| ----- | ------------ | ---------- | ---------- | ------ | ------- | ------ |
| 1     |              |            |            |        |         |        |
| 2     |              |            |            |        |         |        |
| 3     | Antoine Diot | Strasbourg | 23         | 12     | 6       | 7      |

### Nanterre - Nancy
| 22 mai 2015 20h50 CEST | Statistiques | Nanterre                                                                  | 76–84                               | Nancy                                                             |  | Palais des sports Maurice Thorez, Nanterre Arbitres : Jean Charles Collin Mehdi Difallah Freddy Lepercq | Canal+ Sport |
| 22 mai 2015 20h50 CEST | Statistiques | Score par quart-temps : 20-16, 21-19, 18-26, 17-23                        |                                     |                                                                   |  | Palais des sports Maurice Thorez, Nanterre Arbitres : Jean Charles Collin Mehdi Difallah Freddy Lepercq | Canal+ Sport |
| 22 mai 2015 20h50 CEST | Statistiques | Score par mi-temps : 41-35, 35-49                                         |                                     |                                                                   |  | Palais des sports Maurice Thorez, Nanterre Arbitres : Jean Charles Collin Mehdi Difallah Freddy Lepercq | Canal+ Sport |
| 22 mai 2015 20h50 CEST | Statistiques | Brandon Thomas 18 Ekperigin, Weems 8 T. J. Campbell 7 Ekperigin, Weems 17 | Points Rebonds Passes d. Évaluation | Sergii Gladyr 24 Randal Falker 8 Keydren Clark 5 Sergii Gladyr 27 |  | Palais des sports Maurice Thorez, Nanterre Arbitres : Jean Charles Collin Mehdi Difallah Freddy Lepercq | Canal+ Sport |
| 22 mai 2015 20h50 CEST | Statistiques | Nancy mène la série 1 à 0.                                                |                                     |                                                                   |  | Palais des sports Maurice Thorez, Nanterre Arbitres : Jean Charles Collin Mehdi Difallah Freddy Lepercq | Canal+ Sport |

| 24 mai 2015 20h30 CEST | Statistiques | Nancy                                                               | 82–68                               | Nanterre                                                                   |  | Palais des sports Jean-Weille (Espace J.J. Eisenbach), Nancy Arbitres : Nicolas Maestre David Mortz Hugues Thepenier | Sport+ |
| 24 mai 2015 20h30 CEST | Statistiques | Score par quart-temps : 28-21, 16-21, 18-7, 20-19                   |                                     |                                                                            |  | Palais des sports Jean-Weille (Espace J.J. Eisenbach), Nancy Arbitres : Nicolas Maestre David Mortz Hugues Thepenier | Sport+ |
| 24 mai 2015 20h30 CEST | Statistiques | Score par mi-temps : 44-42, 38-26                                   |                                     |                                                                            |  | Palais des sports Jean-Weille (Espace J.J. Eisenbach), Nancy Arbitres : Nicolas Maestre David Mortz Hugues Thepenier | Sport+ |
| 24 mai 2015 20h30 CEST | Statistiques | Clark, Duggins 20 Randal Falker 17 Keydren Clark 8 Randal Falker 32 | Points Rebonds Passes d. Évaluation | Kyle Weems 14 Mouhammadou Jaiteh 10 T. J. Campbell 4 Mouhammadou Jaiteh 19 |  | Palais des sports Jean-Weille (Espace J.J. Eisenbach), Nancy Arbitres : Nicolas Maestre David Mortz Hugues Thepenier | Sport+ |
| 24 mai 2015 20h30 CEST | Statistiques | Nancy remporte la série 2 à 0.                                      |                                     |                                                                            |  | Palais des sports Jean-Weille (Espace J.J. Eisenbach), Nancy Arbitres : Nicolas Maestre David Mortz Hugues Thepenier | Sport+ |

| Nanterre                      | Nanterre  | Catégorie                   | Nancy     | Nancy                        |
| ----------------------------- | --------- | --------------------------- | --------- | ---------------------------- |
| Kyle Weems                    | 30 (15,0) | Points (moy. par match)     | 35 (17,5) | Keydren Clark Vaughn Duggins |
| Kyle Weems Mouhammadou Jaiteh | 13 (6,5)  | Rebonds (moy. par match)    | 25 (12,5) | Randal Falker                |
| T. J. Campbell                | 11 (5,5)  | Passes (moy. par match)     | 13 (6,5)  | Keydren Clark                |
| Kyle Weems                    | 27 (13,5) | Évaluation (moy. par match) | 43 (21,5) | Randal Falker                |

| Match | Joueur | Équipe | Évaluation | Points | Rebonds | Passes |
| ----- | ------ | ------ | ---------- | ------ | ------- | ------ |
| 1     |        |        |            |        |         |        |
| 2     |        |        |            |        |         |        |

### Limoges - Le Havre
| 22 mai 2015 20h00 CEST | Statistiques | Limoges                                                                | 78–75                               | Le Havre                                                         |  | Palais des Sports de Beaublanc, Limoges Arbitres : Régis Bardera Yohan Rosso Stéphane Gueu | LNB TV |
| 22 mai 2015 20h00 CEST | Statistiques | Score par quart-temps : 19-20, 20-16, 22-19, 17-20                     |                                     |                                                                  |  | Palais des Sports de Beaublanc, Limoges Arbitres : Régis Bardera Yohan Rosso Stéphane Gueu | LNB TV |
| 22 mai 2015 20h00 CEST | Statistiques | Score par mi-temps : 39-36, 39-39                                      |                                     |                                                                  |  | Palais des Sports de Beaublanc, Limoges Arbitres : Régis Bardera Yohan Rosso Stéphane Gueu | LNB TV |
| 22 mai 2015 20h00 CEST | Statistiques | Joao Paulo Batista 17 Adrien Moerman 11 Pooh Jeter 6 Adrien Moerman 23 | Points Rebonds Passes d. Évaluation | Hugo Invernizzi 18 Shawn King 13 Shawn King 5 Hugo Invernizzi 19 |  | Palais des Sports de Beaublanc, Limoges Arbitres : Régis Bardera Yohan Rosso Stéphane Gueu | LNB TV |
| 22 mai 2015 20h00 CEST | Statistiques | Limoges mène la série 1 à 0.                                           |                                     |                                                                  |  | Palais des Sports de Beaublanc, Limoges Arbitres : Régis Bardera Yohan Rosso Stéphane Gueu | LNB TV |

| 24 mai 2015 20h30 CEST | Statistiques | Le Havre                                                | 75–81                               | Limoges                                                                      |  | Salle des Docks Océane, Le Havre Arbitres : Mehdi Difallah Yohan Rosso Fabrice Canet | LNB TV |
| 24 mai 2015 20h30 CEST | Statistiques | Score par quart-temps : 26-16, 10-28, 19-18, 20-19      |                                     |                                                                              |  | Salle des Docks Océane, Le Havre Arbitres : Mehdi Difallah Yohan Rosso Fabrice Canet | LNB TV |
| 24 mai 2015 20h30 CEST | Statistiques | Score par mi-temps : 36-44, 39-37                       |                                     |                                                                              |  | Salle des Docks Océane, Le Havre Arbitres : Mehdi Difallah Yohan Rosso Fabrice Canet | LNB TV |
| 24 mai 2015 20h30 CEST | Statistiques | John Cox 24 Yeguete, King 6 Ricardo Greer 5 John Cox 24 | Points Rebonds Passes d. Évaluation | Nobel Boungou Colo 20 Adrien Moerman 8 Jeter, Amagou 3 Nobel Boungou Colo 20 |  | Salle des Docks Océane, Le Havre Arbitres : Mehdi Difallah Yohan Rosso Fabrice Canet | LNB TV |
| 24 mai 2015 20h30 CEST | Statistiques | Limoges remporte la série 2 à 0.                        |                                     |                                                                              |  | Salle des Docks Océane, Le Havre Arbitres : Mehdi Difallah Yohan Rosso Fabrice Canet | LNB TV |

| Limoges            | Limoges   | Catégorie                   | Le Havre  | Le Havre         |
| ------------------ | --------- | --------------------------- | --------- | ---------------- |
| Nobel Boungou Colo | 28 (14,0) | Points (moy. par match)     | 41 (20,5) | John Cox         |
| Adrien Moerman     | 19 (9,5)  | Rebonds (moy. par match)    | 19 (9,5)  | Shawn King       |
| Pooh Jeter         | 9 (4,5)   | Passes (moy. par match)     | 7 (3,5)   | Tyrone Brazelton |
| Adrien Moerman     | 38 (19,0) | Évaluation (moy. par match) | 40 (20,0) | John Cox         |

| Match | Joueur         | Équipe  | Évaluation | Points | Rebonds | Passes |
| ----- | -------------- | ------- | ---------- | ------ | ------- | ------ |
| 1     | Adrien Moerman | Limoges | 23         | 13     | 11      | 2      |
| 2     |                |         |            |        |         |        |

### Le Mans - ASVEL
| 23 mai 2015 19h00 CEST | Statistiques | Le Mans                                                                  | 71–70                               | ASVEL                                                                      |  | Antarès, Le Mans Arbitres : David Chambon Ivan Paic Grégory Dubois | Canal+ Sport |
| 23 mai 2015 19h00 CEST | Statistiques | Score par quart-temps : 23-13, 19-20, 17-19, 12-18                       |                                     |                                                                            |  | Antarès, Le Mans Arbitres : David Chambon Ivan Paic Grégory Dubois | Canal+ Sport |
| 23 mai 2015 19h00 CEST | Statistiques | Score par mi-temps : 42-33, 29-37                                        |                                     |                                                                            |  | Antarès, Le Mans Arbitres : David Chambon Ivan Paic Grégory Dubois | Canal+ Sport |
| 23 mai 2015 19h00 CEST | Statistiques | Rodrigue Beaubois 30 C.J. Wallace 10 Antoine Eito 5 Rodrigue Beaubois 26 | Points Rebonds Passes d. Évaluation | Trenton Meacham 15 Chassang, Nivins 5 Trenton Meacham 7 Trenton Meacham 22 |  | Antarès, Le Mans Arbitres : David Chambon Ivan Paic Grégory Dubois | Canal+ Sport |
| 23 mai 2015 19h00 CEST | Statistiques | Le Mans mène la série 1 à 0.                                             |                                     |                                                                            |  | Antarès, Le Mans Arbitres : David Chambon Ivan Paic Grégory Dubois | Canal+ Sport |

| 25 mai 2015 20h50 CEST | Statistiques | ASVEL                                                         | 74–68                               | Le Mans                                                                 |  | Astroballe, Villeurbanne Arbitres : Joseph Bissang Régis Bardera Thomas Kerisit | Canal+ Sport |
| 25 mai 2015 20h50 CEST | Statistiques | Score par quart-temps : 13-14, 14-20, 25-16, 22-18            |                                     |                                                                         |  | Astroballe, Villeurbanne Arbitres : Joseph Bissang Régis Bardera Thomas Kerisit | Canal+ Sport |
| 25 mai 2015 20h50 CEST | Statistiques | Score par mi-temps : 27-34, 47-34                             |                                     |                                                                         |  | Astroballe, Villeurbanne Arbitres : Joseph Bissang Régis Bardera Thomas Kerisit | Canal+ Sport |
| 25 mai 2015 20h50 CEST | Statistiques | Alex Acker 16 Georgi Joseph 8 Trenton Meacham 8 Alex Acker 18 | Points Rebonds Passes d. Évaluation | Rodrigue Beaubois 14 Charles Kahudi 9 C.J. Wallace 6 Ewing, Beaubois 10 |  | Astroballe, Villeurbanne Arbitres : Joseph Bissang Régis Bardera Thomas Kerisit | Canal+ Sport |
| 25 mai 2015 20h50 CEST | Statistiques | Égalité dans la série 1 à 1.                                  |                                     |                                                                         |  | Astroballe, Villeurbanne Arbitres : Joseph Bissang Régis Bardera Thomas Kerisit | Canal+ Sport |

| 27 mai 2015 20h50 CEST | Statistiques | Le Mans                                                              | 69–60                               | ASVEL                                                                   |  | Antarès, Le Mans Arbitres : Jean Charles Collin Yohan Rosso Stéphane Gueu | Canal+ Sport |
| 27 mai 2015 20h50 CEST | Statistiques | Score par quart-temps : 15-12, 19-7, 16-19, 19-22                    |                                     |                                                                         |  | Antarès, Le Mans Arbitres : Jean Charles Collin Yohan Rosso Stéphane Gueu | Canal+ Sport |
| 27 mai 2015 20h50 CEST | Statistiques | Score par mi-temps : 34-19, 35-41                                    |                                     |                                                                         |  | Antarès, Le Mans Arbitres : Jean Charles Collin Yohan Rosso Stéphane Gueu | Canal+ Sport |
| 27 mai 2015 20h50 CEST | Statistiques | Daniel Ewing 21 Mouphtaou Yarou 11 C.J. Wallace 4 Mouphtaou Yarou 22 | Points Rebonds Passes d. Évaluation | Alex Acker 16 David Andersen 7 Meacham, Acker, Lighty 4 David Lighty 18 |  | Antarès, Le Mans Arbitres : Jean Charles Collin Yohan Rosso Stéphane Gueu | Canal+ Sport |
| 27 mai 2015 20h50 CEST | Statistiques | Le Mans remporte la série 2 à 1.                                     |                                     |                                                                         |  | Antarès, Le Mans Arbitres : Jean Charles Collin Yohan Rosso Stéphane Gueu | Canal+ Sport |

| Le Mans           | Le Mans   | Catégorie                   | ASVEL     | ASVEL           |
| ----------------- | --------- | --------------------------- | --------- | --------------- |
| Rodrigue Beaubois | 54 (18,0) | Points (moy. par match)     | 38 (19,0) | Alex Acker      |
| C.J. Wallace      | 23 (11,5) | Rebonds (moy. par match)    | 13 (6,5)  | Alex Acker      |
| C.J. Wallace      | 10 (5,0)  | Passes (moy. par match)     | 19 (9,5)  | Trenton Meacham |
| C.J. Wallace      | 40 (20,0) | Évaluation (moy. par match) | 45 (22,5) | Trenton Meacham |

| Match | Joueur            | Équipe  | Évaluation | Points | Rebonds | Passes |
| ----- | ----------------- | ------- | ---------- | ------ | ------- | ------ |
| 1     | Rodrigue Beaubois | Le Mans | 26         | 30     | 1       | 3      |
| 2     |                   |         |            |        |         |        |
| 3     | Daniel Ewing      | Le Mans | 17         | 21     | 3       | 2      |

## Demi-finales

### Strasbourg - Le Mans
| 30 mai 2015 18h30 CEST | Statistiques | Strasbourg                                                          | 78–69                               | Le Mans                                                                |  | Rhénus Sport, Strasbourg Arbitres : David Chambon Jean Charles Collin Stéphane Gueu | Canal+ Sport |
| 30 mai 2015 18h30 CEST | Statistiques | Score par quart-temps : 17-15, 24-13, 22-24, 15-17                  |                                     |                                                                        |  | Rhénus Sport, Strasbourg Arbitres : David Chambon Jean Charles Collin Stéphane Gueu | Canal+ Sport |
| 30 mai 2015 18h30 CEST | Statistiques | Score par mi-temps : 41-28, 37-41                                   |                                     |                                                                        |  | Rhénus Sport, Strasbourg Arbitres : David Chambon Jean Charles Collin Stéphane Gueu | Canal+ Sport |
| 30 mai 2015 18h30 CEST | Statistiques | Bangaly Fofana 18 Bangaly Fofana 9 Axel Toupane 4 Bangaly Fofana 29 | Points Rebonds Passes d. Évaluation | Rodrigue Beaubois 14 Mouphtaou Yarou 7 Ewing, Ely 4 Mouphtaou Yarou 18 |  | Rhénus Sport, Strasbourg Arbitres : David Chambon Jean Charles Collin Stéphane Gueu | Canal+ Sport |
| 30 mai 2015 18h30 CEST | Statistiques | Strasbourg mène la série 1 à 0.                                     |                                     |                                                                        |  | Rhénus Sport, Strasbourg Arbitres : David Chambon Jean Charles Collin Stéphane Gueu | Canal+ Sport |

| 1er juin 2015 20h50 CEST | Statistiques | Strasbourg                                                                     | 86–79                               | Le Mans                                                        |  | Rhénus Sport, Strasbourg Arbitres : Eddie Viator Mehdi Difallah Abdel Hamzaoui | Canal+ Sport |
| 1er juin 2015 20h50 CEST | Statistiques | Score par quart-temps : 13-20, 30-15, 19-19, 24-25                             |                                     |                                                                |  | Rhénus Sport, Strasbourg Arbitres : Eddie Viator Mehdi Difallah Abdel Hamzaoui | Canal+ Sport |
| 1er juin 2015 20h50 CEST | Statistiques | Score par mi-temps : 43-35, 43-44                                              |                                     |                                                                |  | Rhénus Sport, Strasbourg Arbitres : Eddie Viator Mehdi Difallah Abdel Hamzaoui | Canal+ Sport |
| 1er juin 2015 20h50 CEST | Statistiques | Tadija Dragićević 21 Bangaly Fofana 7 Tadija Dragićević 7 Tadija Dragićević 31 | Points Rebonds Passes d. Évaluation | C.J. Wallace 18 C.J. Wallace 12 Daniel Ewing 7 C.J. Wallace 33 |  | Rhénus Sport, Strasbourg Arbitres : Eddie Viator Mehdi Difallah Abdel Hamzaoui | Canal+ Sport |
| 1er juin 2015 20h50 CEST | Statistiques | Strasbourg mène la série 2 à 0.                                                |                                     |                                                                |  | Rhénus Sport, Strasbourg Arbitres : Eddie Viator Mehdi Difallah Abdel Hamzaoui | Canal+ Sport |

| 4 juin 2015 20h50 CEST | Statistiques | Le Mans                                                        | 72–85                               | Strasbourg                                                                   |  | Antarès, Le Mans Arbitres : Joseph Bissang Mathieu Hosselet Yohan Rosso | Canal+ Sport |
| 4 juin 2015 20h50 CEST | Statistiques | Score par quart-temps : 19-21, 28-29, 5-17, 20-18              |                                     |                                                                              |  | Antarès, Le Mans Arbitres : Joseph Bissang Mathieu Hosselet Yohan Rosso | Canal+ Sport |
| 4 juin 2015 20h50 CEST | Statistiques | Score par mi-temps : 47-50, 25-35                              |                                     |                                                                              |  | Antarès, Le Mans Arbitres : Joseph Bissang Mathieu Hosselet Yohan Rosso | Canal+ Sport |
| 4 juin 2015 20h50 CEST | Statistiques | Antoine Eito 26 Petr Cornelie 8 C.J. Wallace 4 Antoine Eito 22 | Points Rebonds Passes d. Évaluation | Tadija Dragićević 21 Antoine Diot 6 Louis Campbell 7 Campbell, Dragićević 18 |  | Antarès, Le Mans Arbitres : Joseph Bissang Mathieu Hosselet Yohan Rosso | Canal+ Sport |
| 4 juin 2015 20h50 CEST | Statistiques | Strasbourg remporte la série 3 à 0.                            |                                     |                                                                              |  | Antarès, Le Mans Arbitres : Joseph Bissang Mathieu Hosselet Yohan Rosso | Canal+ Sport |

| Strasbourg        | Strasbourg | Catégorie                   | Le Mans   | Le Mans         |
| ----------------- | ---------- | --------------------------- | --------- | --------------- |
| Tadija Dragićević | 42 (14,0)  | Points (moy. par match)     | 45 (15,0) | Antoine Eito    |
| Bangaly Fofana    | 18 (6,0)   | Rebonds (moy. par match)    | 17 (5,7)  | C.J. Wallace    |
| Louis Campbell    | 16 (5,3)   | Passes (moy. par match)     | 13 (4,3)  | Daniel Ewing    |
| Bangaly Fofana    | 56 (18,7)  | Évaluation (moy. par match) | 44 (14,7) | Mouphtaou Yarou |

| Match | Joueur            | Équipe     | Évaluation | Points | Rebonds | Passes |
| ----- | ----------------- | ---------- | ---------- | ------ | ------- | ------ |
| 1     | Bangaly Fofana    | Strasbourg | 29         | 18     | 9       | 1      |
| 2     | Tadija Dragićević | Strasbourg | 31         | 21     | 6       | 7      |
| 3     | Tadija Dragićević | Strasbourg | 18         | 21     | 0       | 1      |

### Limoges - Nancy
| 31 mai 2015 19h10 CEST | Statistiques | Limoges                                                            | 78–61                               | Nancy                                                              |  | Palais des Sports de Beaublanc, Limoges Arbitres : Joseph Bissang Nicolas Maestre Jeanneau | Canal+ Sport |
| 31 mai 2015 19h10 CEST | Statistiques | Score par quart-temps : 18-15, 25-21, 18-13, 17-12                 |                                     |                                                                    |  | Palais des Sports de Beaublanc, Limoges Arbitres : Joseph Bissang Nicolas Maestre Jeanneau | Canal+ Sport |
| 31 mai 2015 19h10 CEST | Statistiques | Score par mi-temps : 43-36, 35-25                                  |                                     |                                                                    |  | Palais des Sports de Beaublanc, Limoges Arbitres : Joseph Bissang Nicolas Maestre Jeanneau | Canal+ Sport |
| 31 mai 2015 19h10 CEST | Statistiques | Adrien Moerman 19 Adrien Moerman 10 Pooh Jeter 5 Adrien Moerman 28 | Points Rebonds Passes d. Évaluation | Sergii Gladyr 17 Randal Falker 10 Randal Falker 6 Sergii Gladyr 18 |  | Palais des Sports de Beaublanc, Limoges Arbitres : Joseph Bissang Nicolas Maestre Jeanneau | Canal+ Sport |
| 31 mai 2015 19h10 CEST | Statistiques | Limoges mène la série 1 à 0.                                       |                                     |                                                                    |  | Palais des Sports de Beaublanc, Limoges Arbitres : Joseph Bissang Nicolas Maestre Jeanneau | Canal+ Sport |

| 2 juin 2015 20h50 CEST | Statistiques | Limoges                                                                   | 92–74                               | Nancy                                                                         |  | Palais des Sports de Beaublanc, Limoges Arbitres : Régis Bardera Mathieu Hosselet Fabrice Canet | Canal+ Sport |
| 2 juin 2015 20h50 CEST | Statistiques | Score par quart-temps : 22-16, 27-17, 20-17, 23-24                        |                                     |                                                                               |  | Palais des Sports de Beaublanc, Limoges Arbitres : Régis Bardera Mathieu Hosselet Fabrice Canet | Canal+ Sport |
| 2 juin 2015 20h50 CEST | Statistiques | Score par mi-temps : 49-33, 43-41                                         |                                     |                                                                               |  | Palais des Sports de Beaublanc, Limoges Arbitres : Régis Bardera Mathieu Hosselet Fabrice Canet | Canal+ Sport |
| 2 juin 2015 20h50 CEST | Statistiques | Adrien Moerman 16 Adrien Moerman 13 Jeter, Westermann 4 Adrien Moerman 25 | Points Rebonds Passes d. Évaluation | Elmedin Kikanović 23 Elmedin Kikanović 4 Keydren Clark 4 Elmedin Kikanović 22 |  | Palais des Sports de Beaublanc, Limoges Arbitres : Régis Bardera Mathieu Hosselet Fabrice Canet | Canal+ Sport |
| 2 juin 2015 20h50 CEST | Statistiques | Limoges mène la série 2 à 0.                                              |                                     |                                                                               |  | Palais des Sports de Beaublanc, Limoges Arbitres : Régis Bardera Mathieu Hosselet Fabrice Canet | Canal+ Sport |

| 5 juin 2015 20h50 CEST | Statistiques | Nancy                                                                          | 77–82                               | Limoges                                                           |  | Palais des sports Jean-Weille (Espace J.J. Eisenbach), Nancy Arbitres : Eddie Viator Mehdi Difallah David Mortz | Canal+ Sport |
| 5 juin 2015 20h50 CEST | Statistiques | Score par quart-temps : 21-21, 12-19, 26-21, 18-21                             |                                     |                                                                   |  | Palais des sports Jean-Weille (Espace J.J. Eisenbach), Nancy Arbitres : Eddie Viator Mehdi Difallah David Mortz | Canal+ Sport |
| 5 juin 2015 20h50 CEST | Statistiques | Score par mi-temps : 33-40, 44-42                                              |                                     |                                                                   |  | Palais des sports Jean-Weille (Espace J.J. Eisenbach), Nancy Arbitres : Eddie Viator Mehdi Difallah David Mortz | Canal+ Sport |
| 5 juin 2015 20h50 CEST | Statistiques | Elmedin Kikanović 20 Elmedin Kikanović 11 Keydren Clark 8 Elmedin Kikanović 24 | Points Rebonds Passes d. Évaluation | Adrien Moerman 19 Adrien Moerman 8 Pooh Jeter 6 Adrien Moerman 25 |  | Palais des sports Jean-Weille (Espace J.J. Eisenbach), Nancy Arbitres : Eddie Viator Mehdi Difallah David Mortz | Canal+ Sport |
| 5 juin 2015 20h50 CEST | Statistiques | Limoges remporte la série 3 à 0.                                               |                                     |                                                                   |  | Palais des sports Jean-Weille (Espace J.J. Eisenbach), Nancy Arbitres : Eddie Viator Mehdi Difallah David Mortz | Canal+ Sport |

| Limoges        | Limoges   | Catégorie                   | Nancy     | Nancy             |
| -------------- | --------- | --------------------------- | --------- | ----------------- |
| Adrien Moerman | 54 (18,0) | Points (moy. par match)     | 58 (19,3) | Elmedin Kikanović |
| Adrien Moerman | 31 (10,3) | Rebonds (moy. par match)    | 23 (7,7)  | Elmedin Kikanović |
| Pooh Jeter     | 15 (5,0)  | Passes (moy. par match)     | 16 (5,3)  | Keydren Clark     |
| Adrien Moerman | 78 (26,0) | Évaluation (moy. par match) | 57 (19,0) | Elmedin Kikanović |

| Match | Joueur         | Équipe  | Évaluation | Points | Rebonds | Passes |
| ----- | -------------- | ------- | ---------- | ------ | ------- | ------ |
| 1     |                |         |            |        |         |        |
| 2     | Adrien Moerman | Limoges | 25         | 16     | 13      | 1      |
| 3     | Adrien Moerman | Limoges | 25         | 19     | 8       | 5      |

## Finale: Strasbourg - Limoges

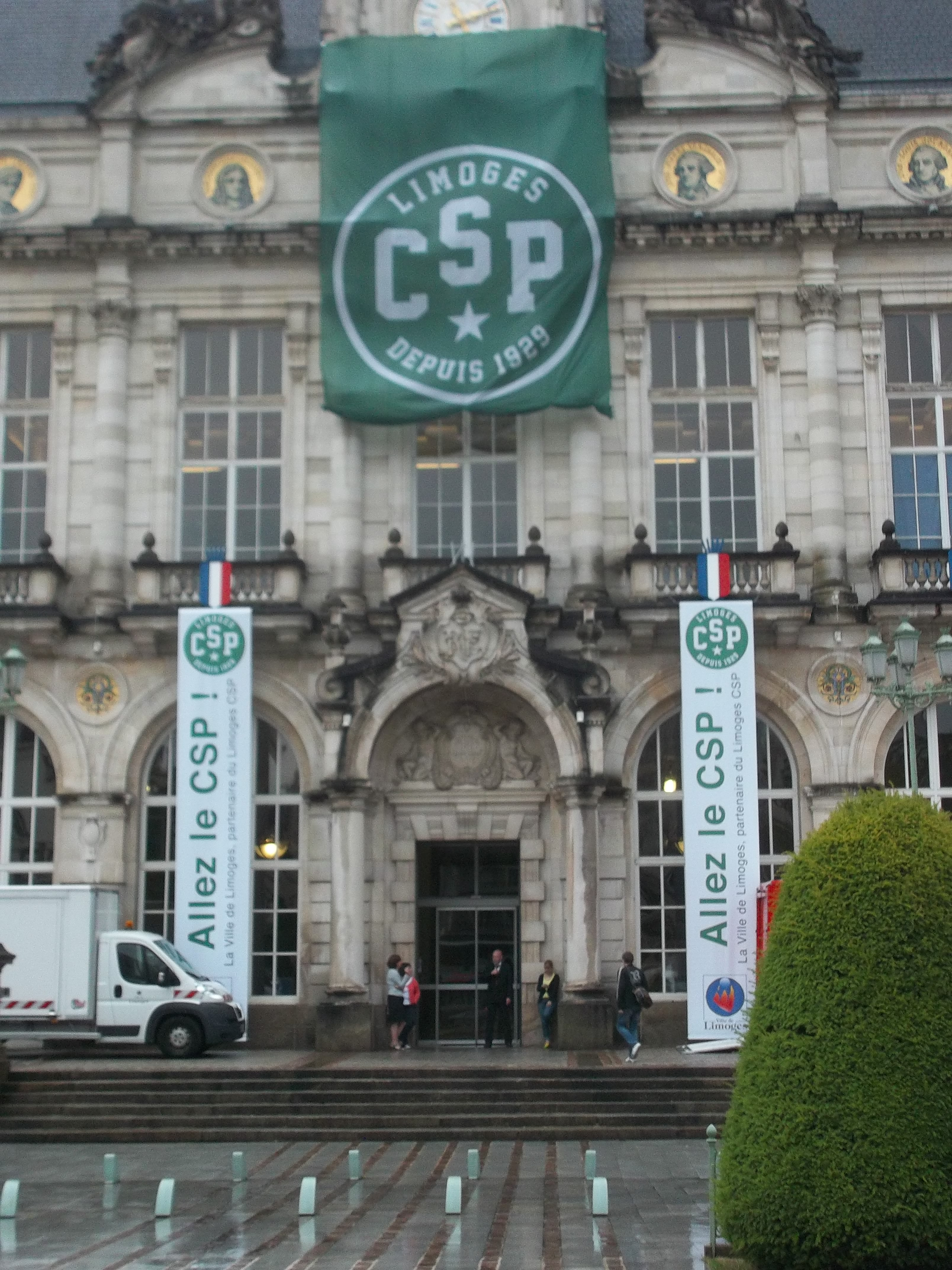
La mairie de Limoges se pare des couleurs du CSP pour la finale.

| 12 juin 2015 20h50 CEST | Statistiques | Strasbourg                                                 | 68–70                               | Limoges                                                           |  | Rhénus Sport, Strasbourg Arbitres : Eddie Viator Mathieu Hosselet Abdel Hamzaoui | Canal+ Sport |
| 12 juin 2015 20h50 CEST | Statistiques | Score par quart-temps : 14-18, 13-20, 19-9, 22-23          |                                     |                                                                   |  | Rhénus Sport, Strasbourg Arbitres : Eddie Viator Mathieu Hosselet Abdel Hamzaoui | Canal+ Sport |
| 12 juin 2015 20h50 CEST | Statistiques | Score par mi-temps : 27-38, 41-32                          |                                     |                                                                   |  | Rhénus Sport, Strasbourg Arbitres : Eddie Viator Mathieu Hosselet Abdel Hamzaoui | Canal+ Sport |
| 12 juin 2015 20h50 CEST | Statistiques | Matt Howard 14 Matt Howard 12 Matt Howard 5 Matt Howard 23 | Points Rebonds Passes d. Évaluation | Ousmane Camara 14 Ousmane Camara 9 Pooh Jeter 4 Ousmane Camara 19 |  | Rhénus Sport, Strasbourg Arbitres : Eddie Viator Mathieu Hosselet Abdel Hamzaoui | Canal+ Sport |
| 12 juin 2015 20h50 CEST | Statistiques | Limoges mène la série 1 à 0.                               |                                     |                                                                   |  | Rhénus Sport, Strasbourg Arbitres : Eddie Viator Mathieu Hosselet Abdel Hamzaoui | Canal+ Sport |

| 14 juin 2015 17h00 CEST | Statistiques | Strasbourg                                                      | 66–52                               | Limoges                                                                    |  | Rhénus Sport, Strasbourg Arbitres : David Chambon Jean-Charles Collin Mehdi Difallah | Canal+ Sport |
| 14 juin 2015 17h00 CEST | Statistiques | Score par quart-temps : 21-12, 15-15, 17-12, 13-13              |                                     |                                                                            |  | Rhénus Sport, Strasbourg Arbitres : David Chambon Jean-Charles Collin Mehdi Difallah | Canal+ Sport |
| 14 juin 2015 17h00 CEST | Statistiques | Score par mi-temps : 36-27, 30-25                               |                                     |                                                                            |  | Rhénus Sport, Strasbourg Arbitres : David Chambon Jean-Charles Collin Mehdi Difallah | Canal+ Sport |
| 14 juin 2015 17h00 CEST | Statistiques | Antoine Diot 20 Fofana, Howard 7 Antoine Diot 8 Antoine Diot 25 | Points Rebonds Passes d. Évaluation | Smith, Batista 11 João Paulo Batista 8 Léo Westermann 31 Adrien Moerman 14 |  | Rhénus Sport, Strasbourg Arbitres : David Chambon Jean-Charles Collin Mehdi Difallah | Canal+ Sport |
| 14 juin 2015 17h00 CEST | Statistiques | Égalité dans la série 1 à 1.                                    |                                     |                                                                            |  | Rhénus Sport, Strasbourg Arbitres : David Chambon Jean-Charles Collin Mehdi Difallah | Canal+ Sport |

| 18 juin 2015 20h50 CEST | Statistiques | Limoges                                                                     | 71–59                               | Strasbourg                                                           |  | Palais des Sports de Beaublanc, Limoges Arbitres : Eddie Viator Nicolas Maestre Yohan Rosso | Canal+ Sport |
| 18 juin 2015 20h50 CEST | Statistiques | Score par quart-temps : 16-14, 20-13, 15-9, 20-23                           |                                     |                                                                      |  | Palais des Sports de Beaublanc, Limoges Arbitres : Eddie Viator Nicolas Maestre Yohan Rosso | Canal+ Sport |
| 18 juin 2015 20h50 CEST | Statistiques | Score par mi-temps : 36-27, 35-32                                           |                                     |                                                                      |  | Palais des Sports de Beaublanc, Limoges Arbitres : Eddie Viator Nicolas Maestre Yohan Rosso | Canal+ Sport |
| 18 juin 2015 20h50 CEST | Statistiques | Jamar Smith 17 Ousmane Camara 7 Nobel Boungou Colo 5 Smith, Boungou Colo 19 | Points Rebonds Passes d. Évaluation | Leloup, Traoré 15 Louis Campbell 7 Louis Campbell 6 Jérémy Leloup 17 |  | Palais des Sports de Beaublanc, Limoges Arbitres : Eddie Viator Nicolas Maestre Yohan Rosso | Canal+ Sport |
| 18 juin 2015 20h50 CEST | Statistiques | Limoges mène la série 2 à 1.                                                |                                     |                                                                      |  | Palais des Sports de Beaublanc, Limoges Arbitres : Eddie Viator Nicolas Maestre Yohan Rosso | Canal+ Sport |

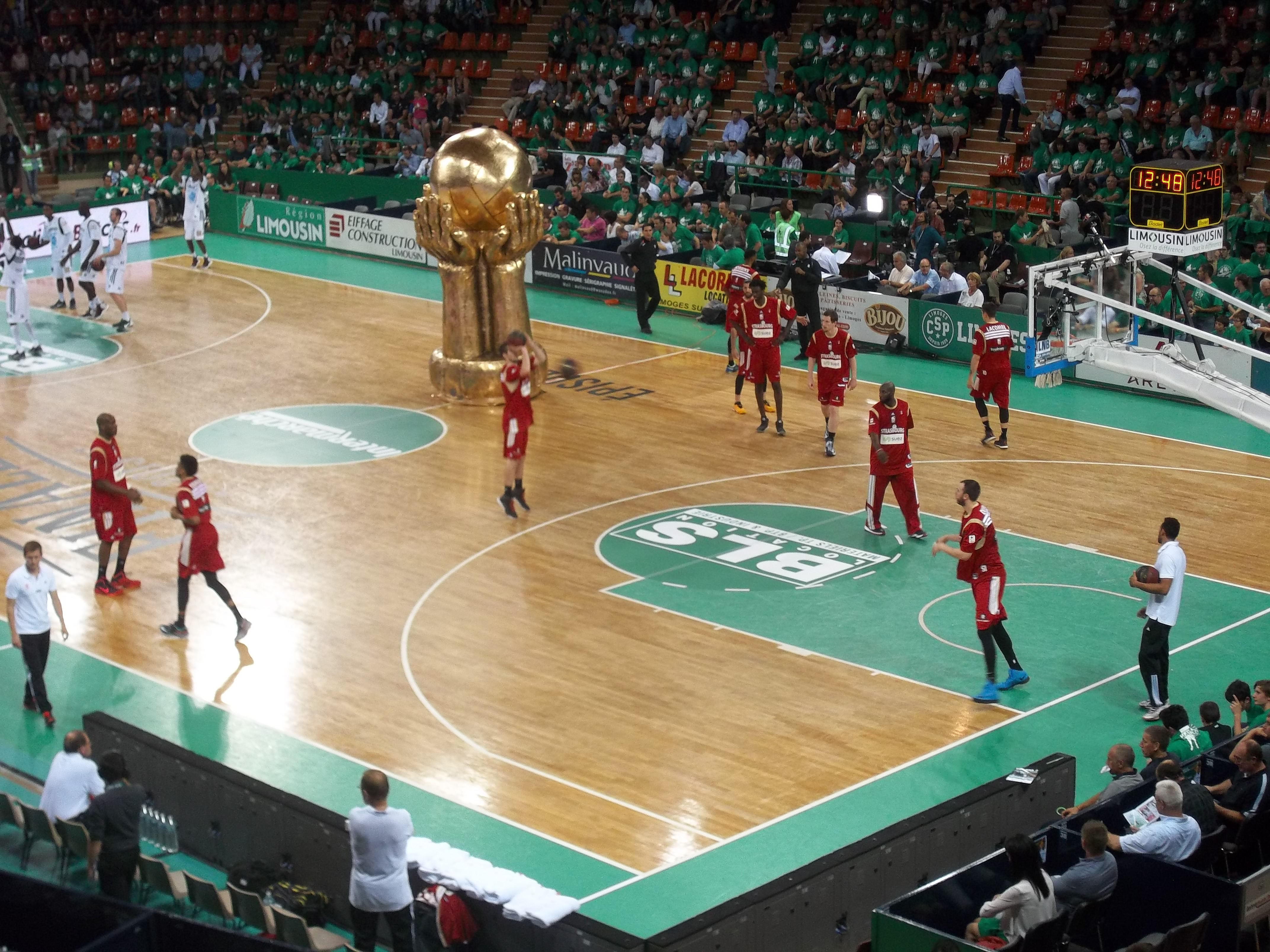
Échauffement du match 3
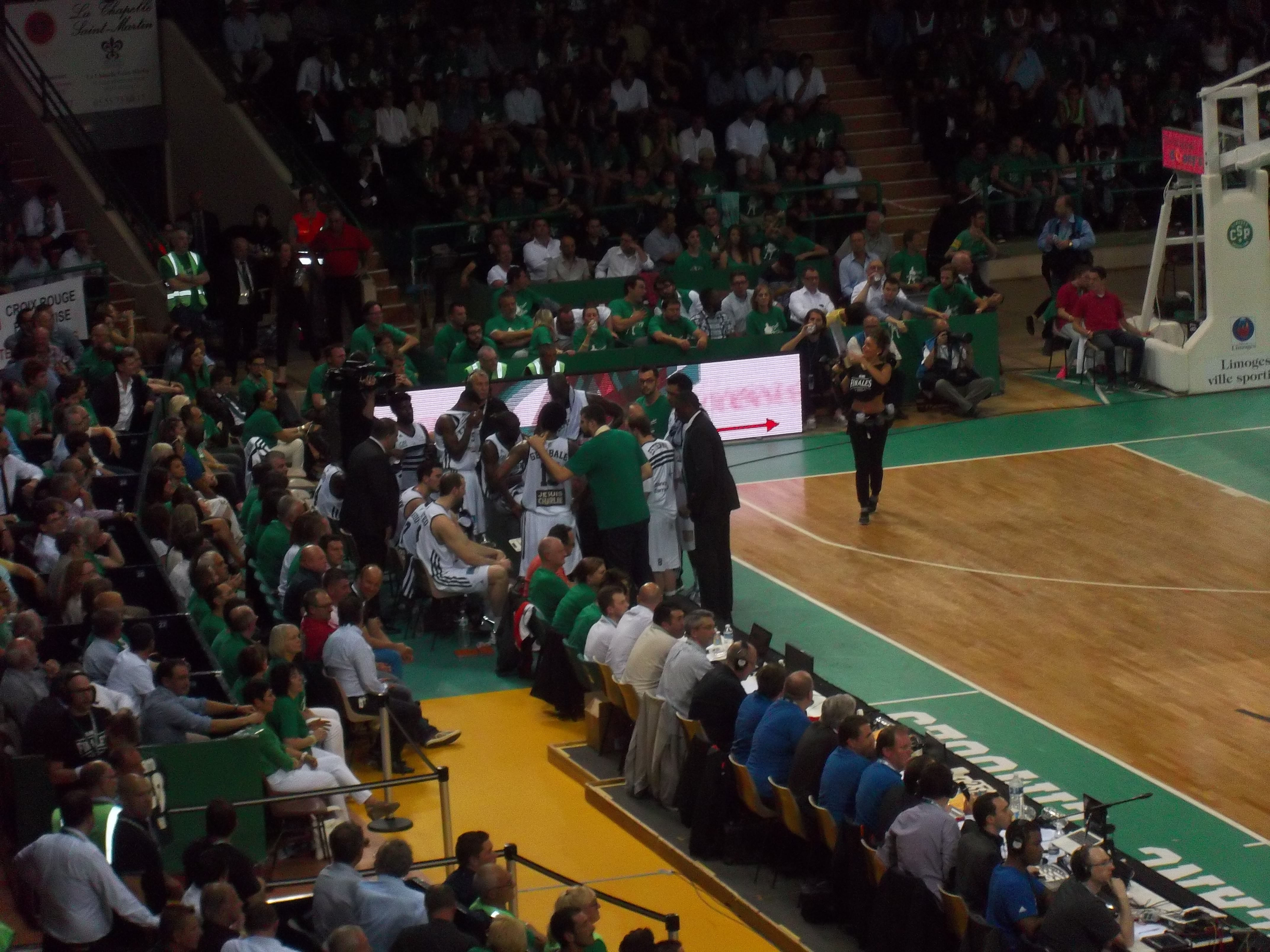
Le banc limougeaud
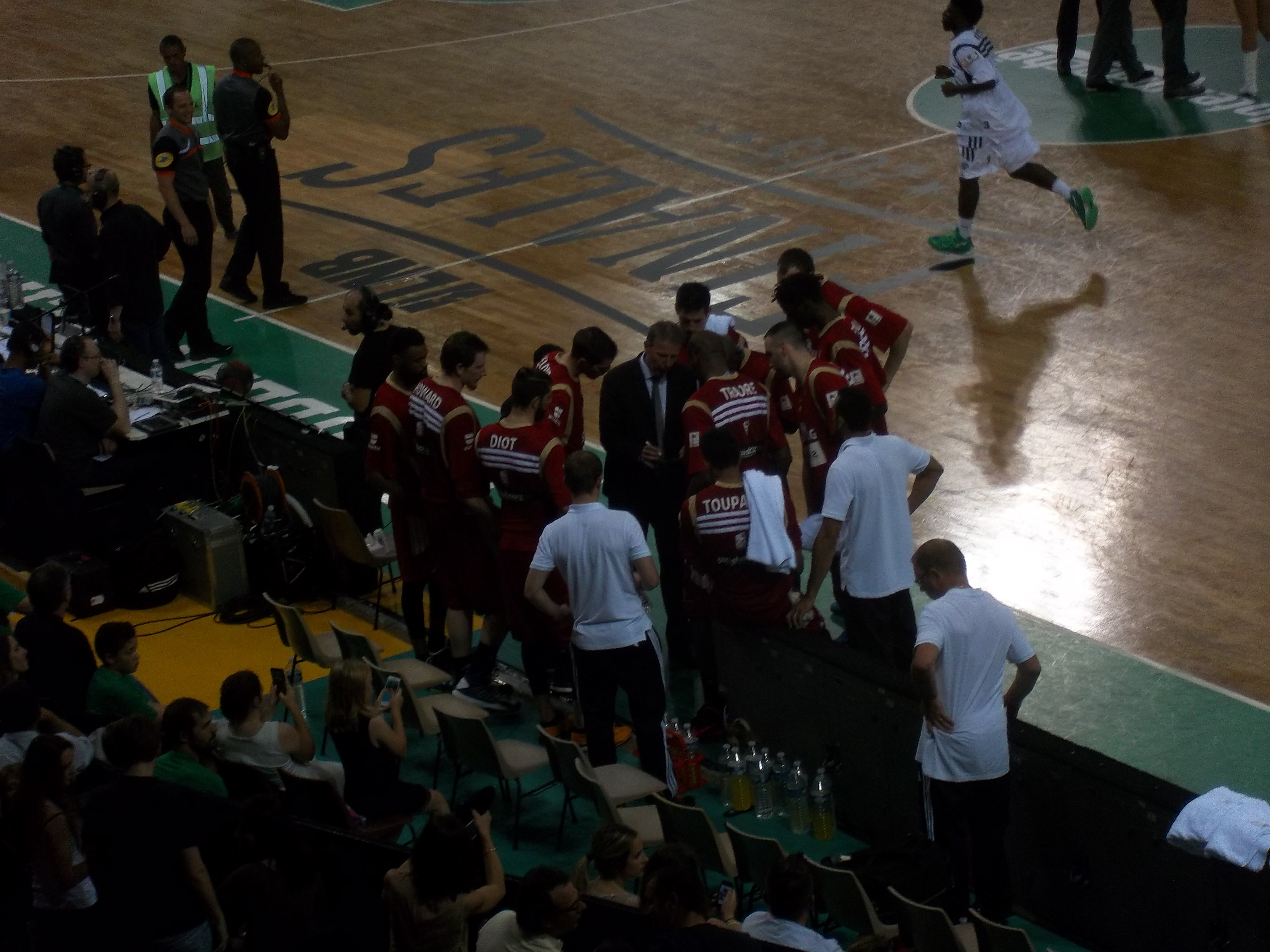
Le banc strasbourgeois
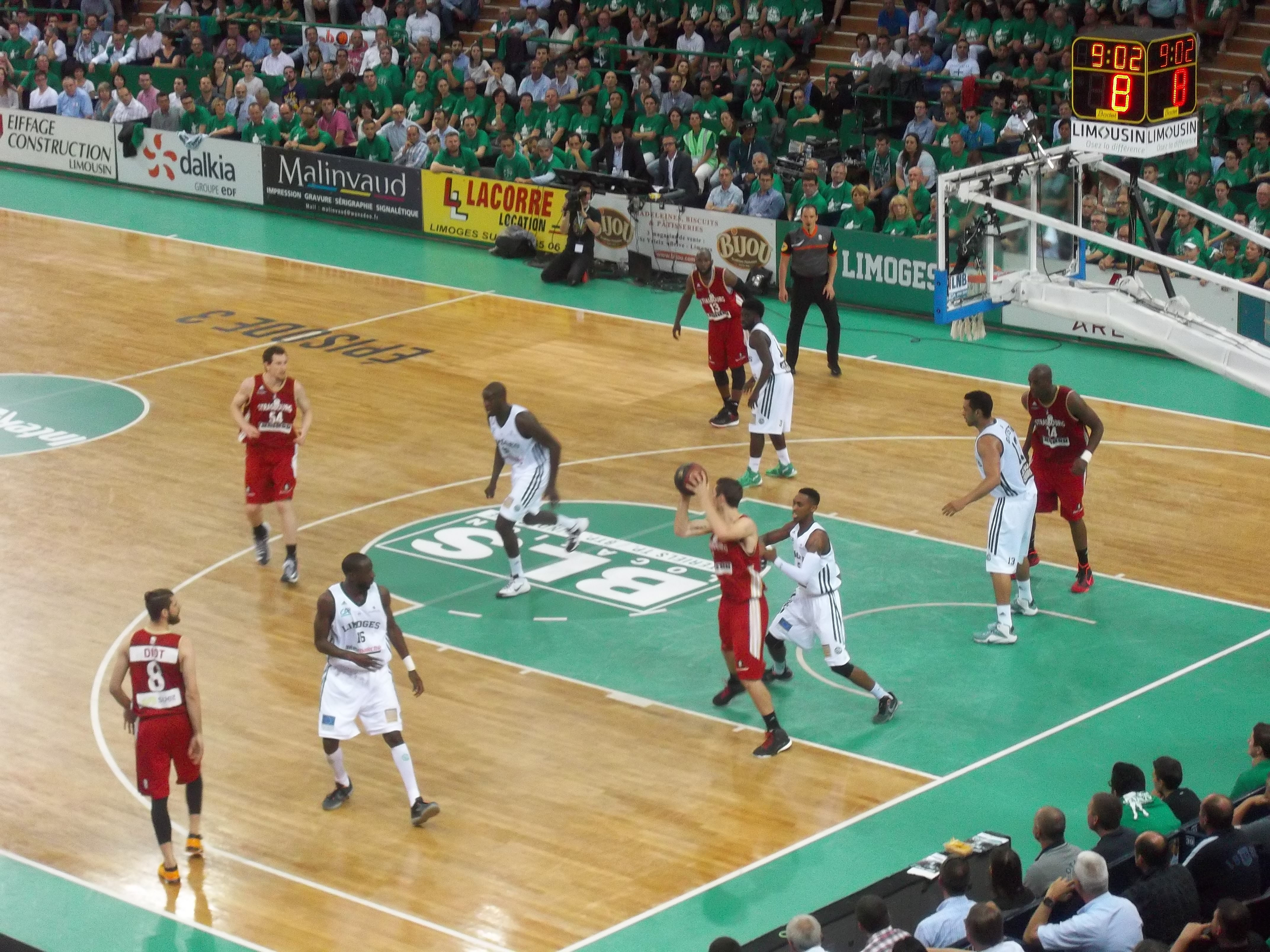
Attaque de Leloup pour Strasbourg au poste bas
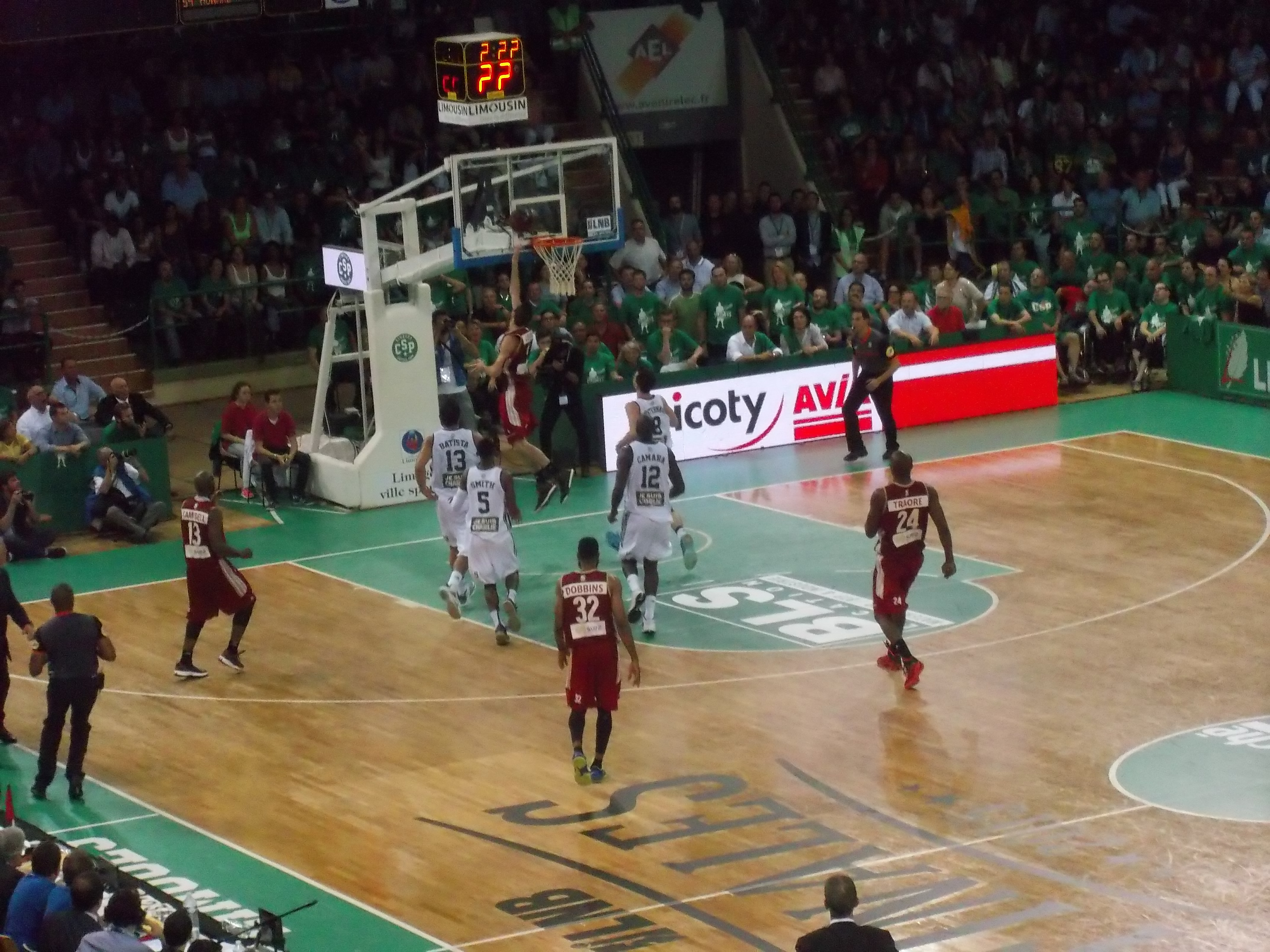
Contre-attaque concrétisée par Strasbourg
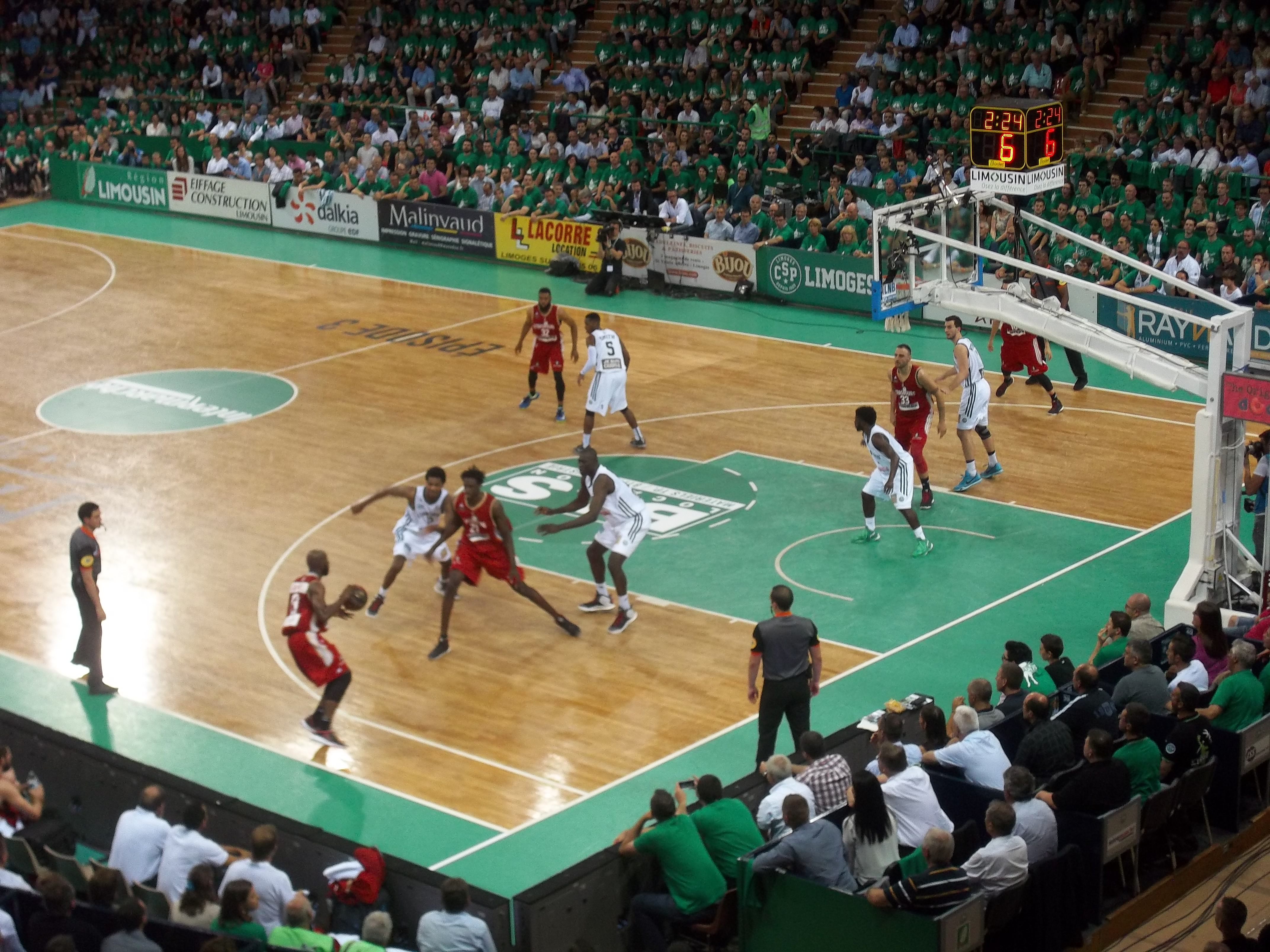
Campbell arme son tir à trois points
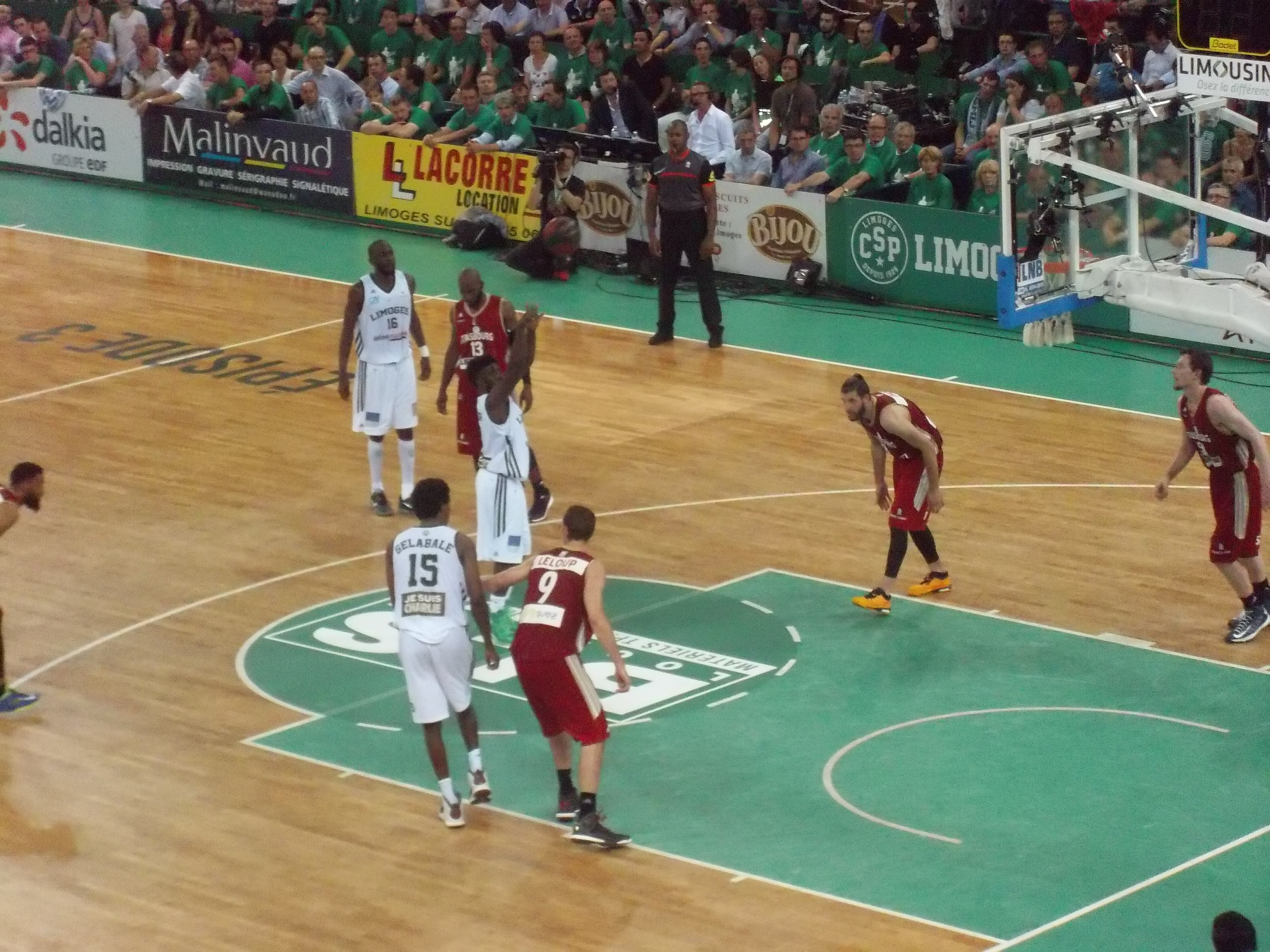
Jeter aux lancers-francs
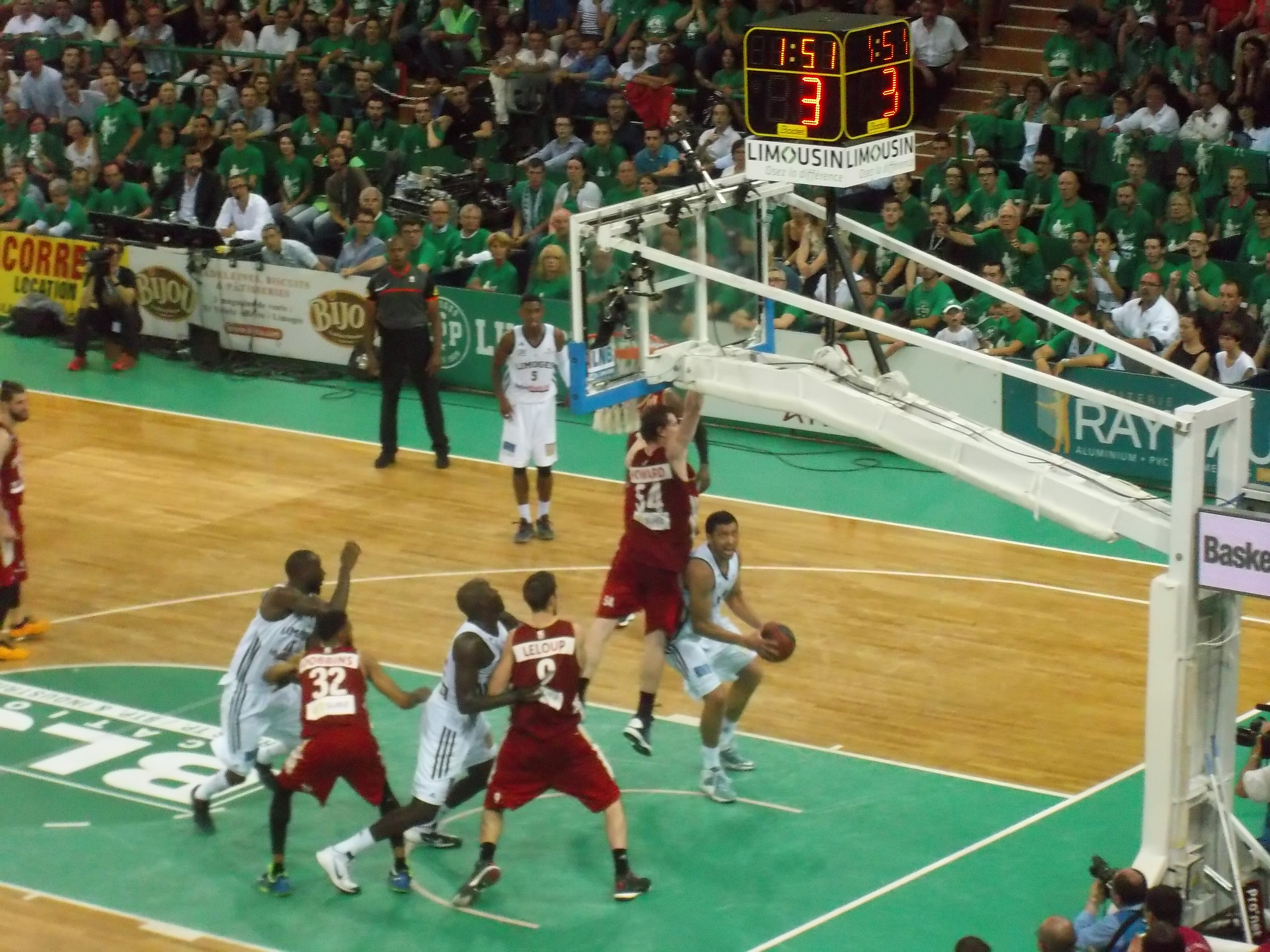
Batista attaque le cercle pour Limoges

| 20 juin 2015 20h50 CEST | Statistiques | Limoges                                                          | 82–75                               | Strasbourg                                                         |  | Palais des Sports de Beaublanc, Limoges Arbitres : Eddie Viator Nicolas Maestre Jean-Charles Collin | Canal+ Sport |
| 20 juin 2015 20h50 CEST | Statistiques | Score par quart-temps : 14-14, 14-18, 24-22, 30-21               |                                     |                                                                    |  | Palais des Sports de Beaublanc, Limoges Arbitres : Eddie Viator Nicolas Maestre Jean-Charles Collin | Canal+ Sport |
| 20 juin 2015 20h50 CEST | Statistiques | Score par mi-temps : 28-32, 54-43                                |                                     |                                                                    |  | Palais des Sports de Beaublanc, Limoges Arbitres : Eddie Viator Nicolas Maestre Jean-Charles Collin | Canal+ Sport |
| 20 juin 2015 20h50 CEST | Statistiques | Pooh Jeter 21 Ousmane Camara 8 Jeter, Westermann 4 Pooh Jeter 23 | Points Rebonds Passes d. Évaluation | Jérémy Leloup 17 Bangaly Fofana 5 Louis Campbell 4 Antoine Diot 16 |  | Palais des Sports de Beaublanc, Limoges Arbitres : Eddie Viator Nicolas Maestre Jean-Charles Collin | Canal+ Sport |
| 20 juin 2015 20h50 CEST | Statistiques | Limoges remporte la série 3 à 1.                                 |                                     |                                                                    |  | Palais des Sports de Beaublanc, Limoges Arbitres : Eddie Viator Nicolas Maestre Jean-Charles Collin | Canal+ Sport |

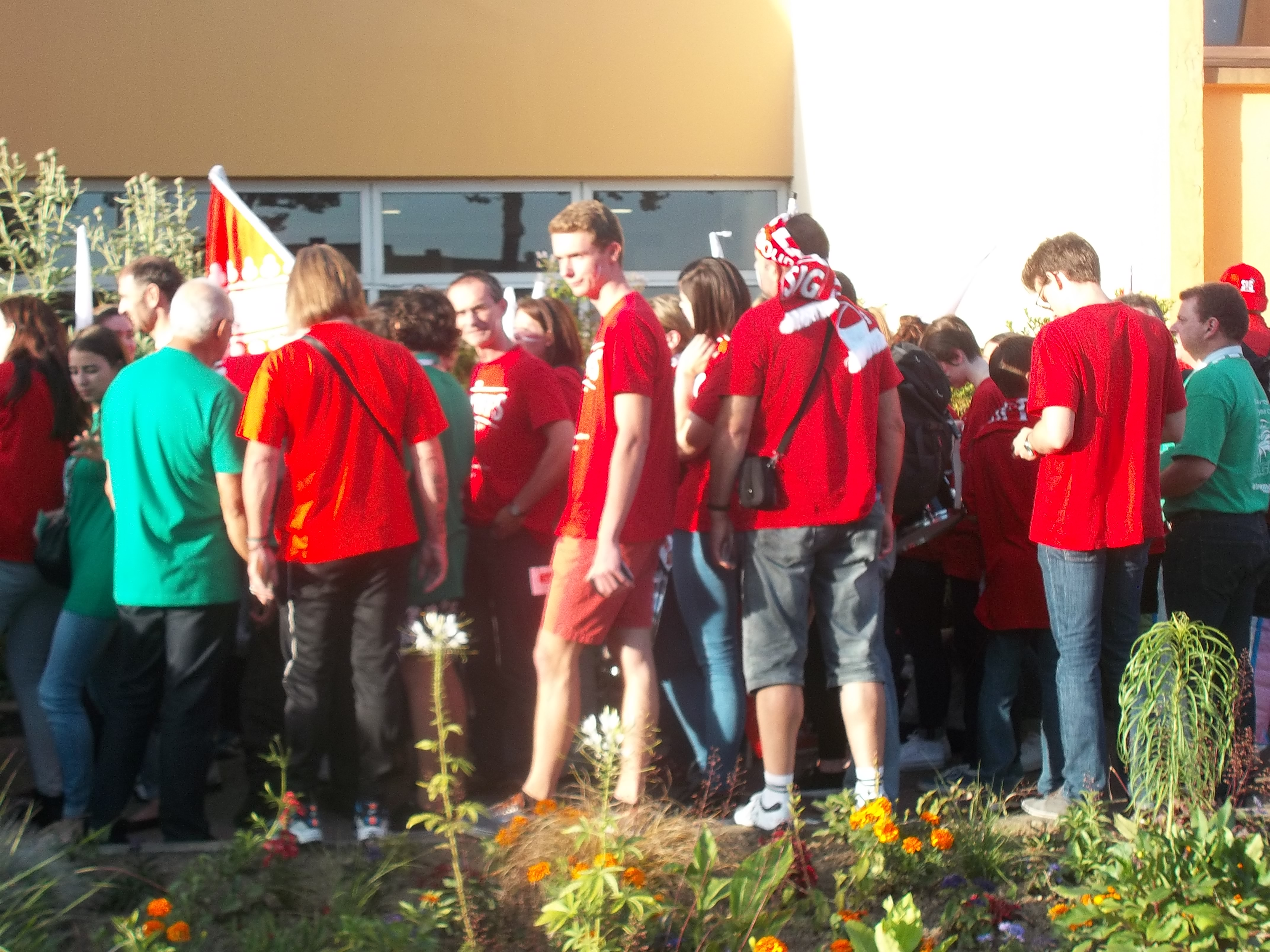
Les supporters de la SIG
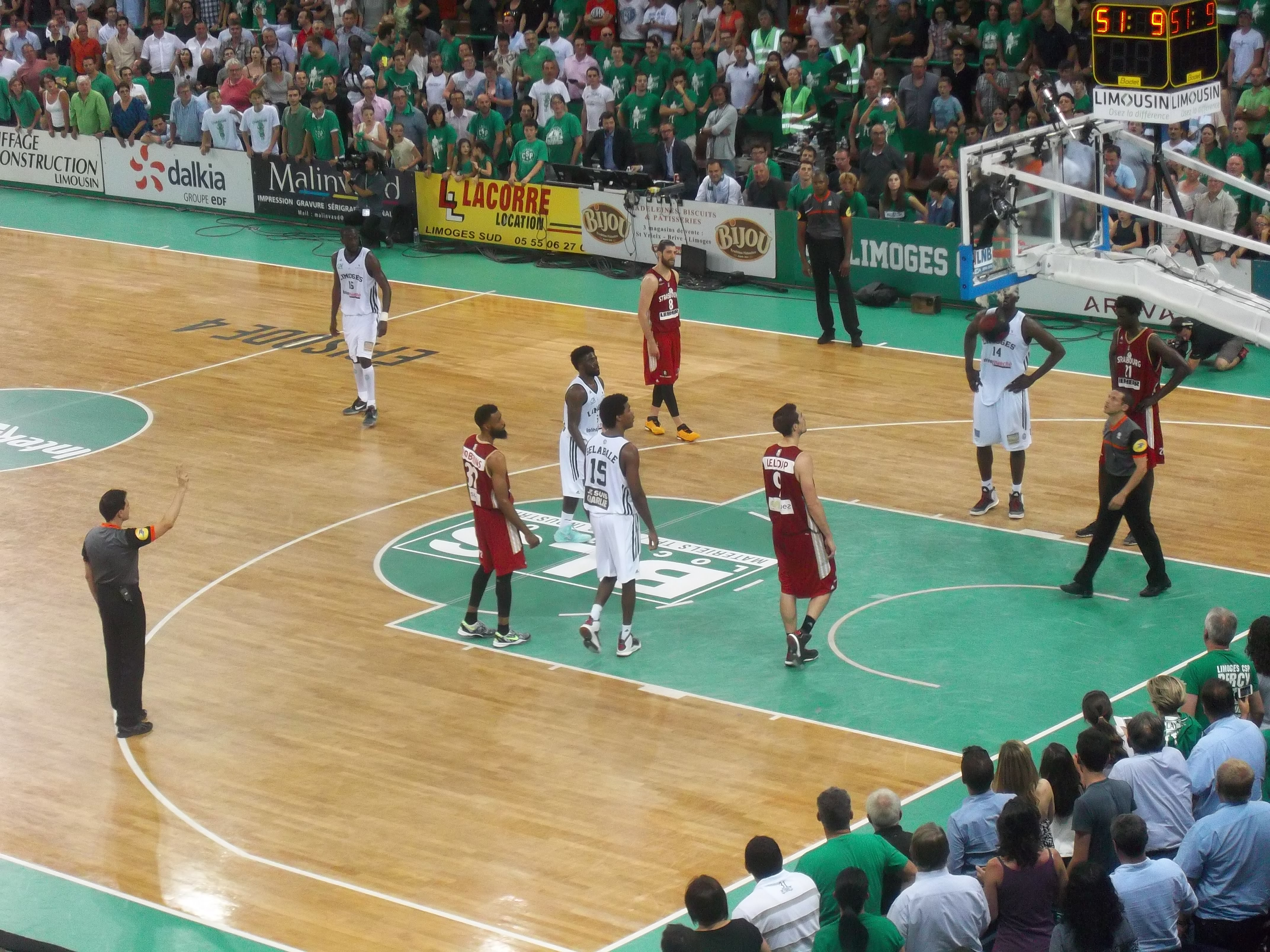
Jeter aux lancers-francs durant le match 4
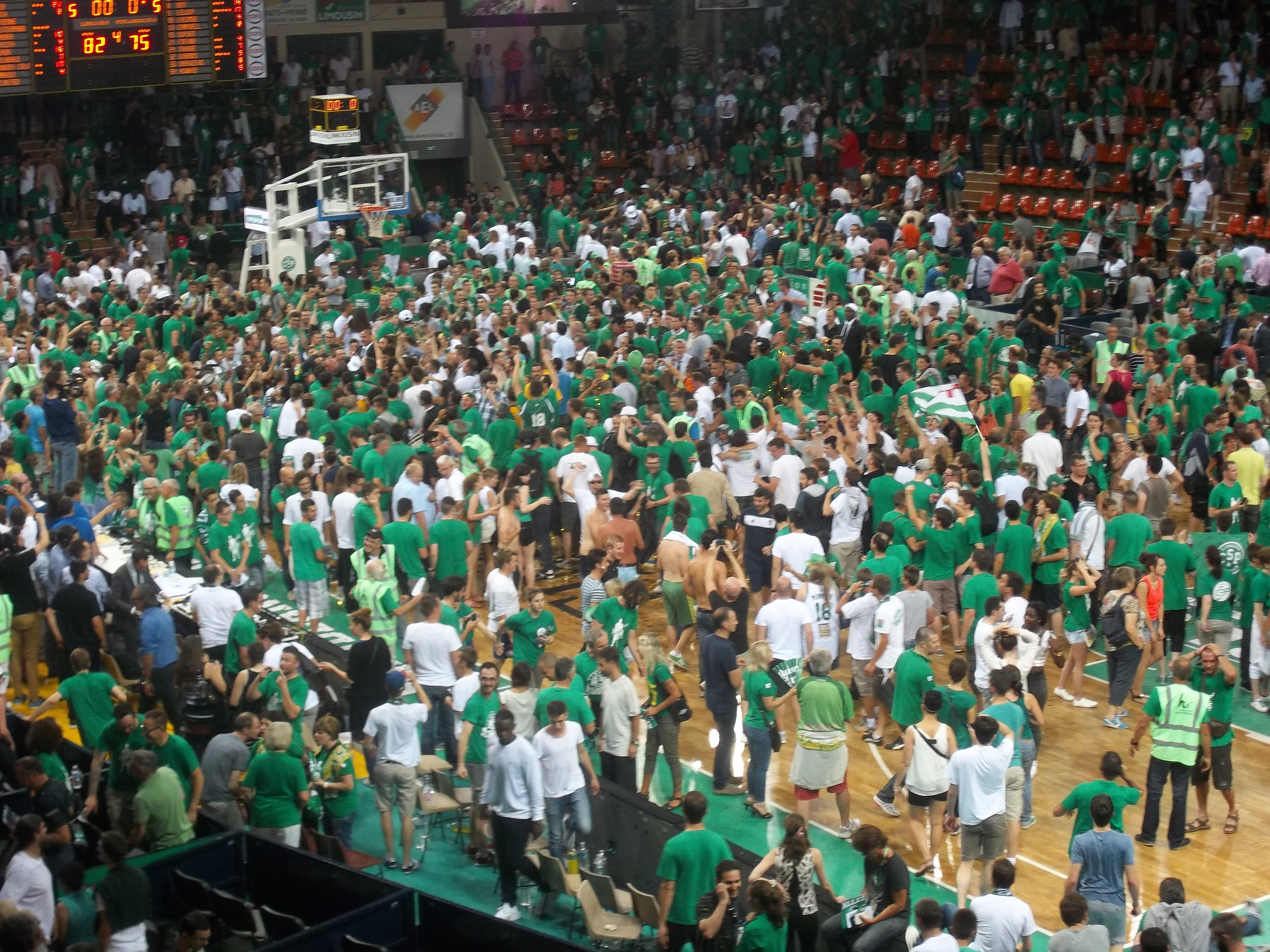
Après le quatrième match à Beaublanc
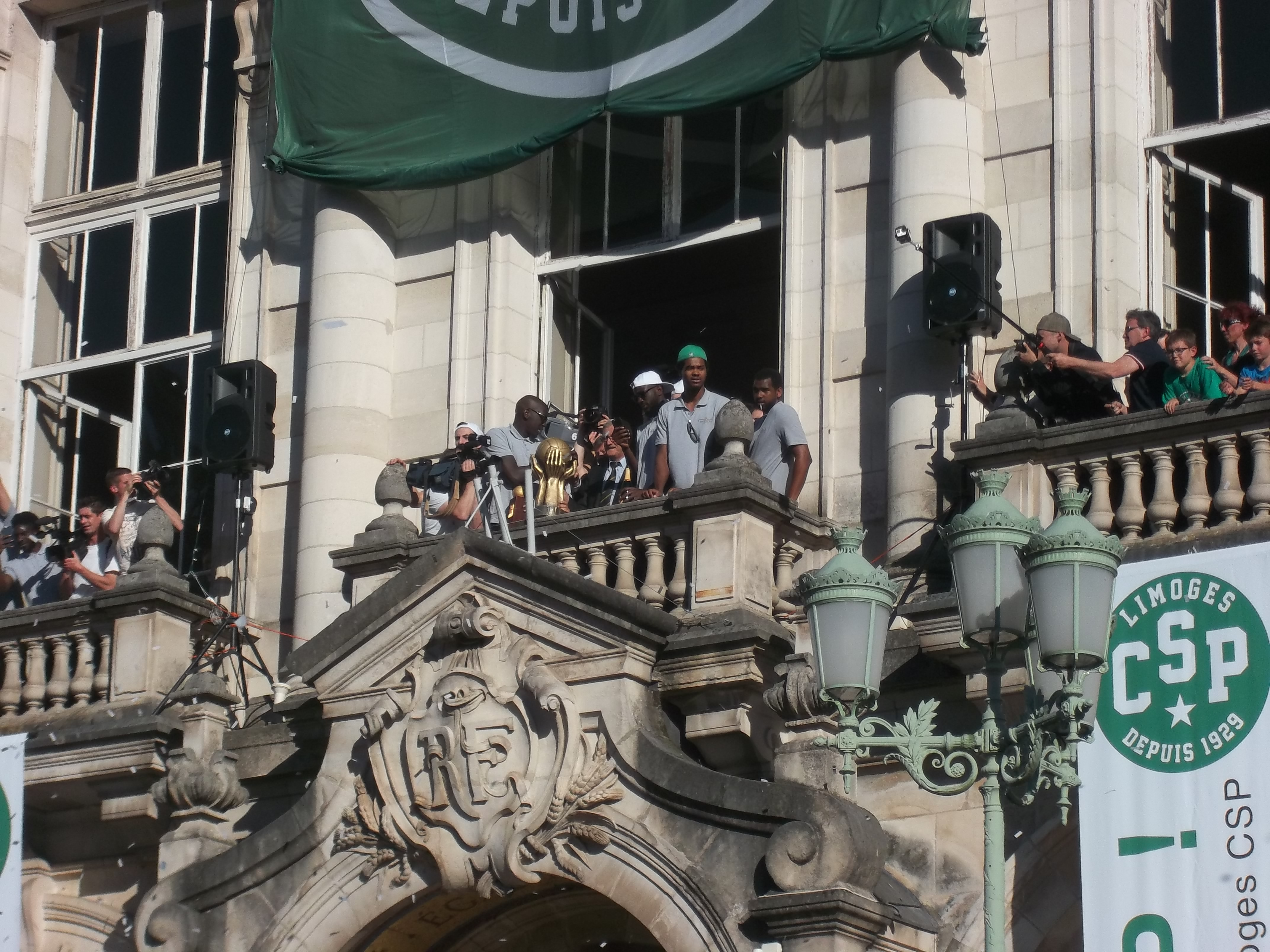
Présentation du trophée de Champion de France à la mairie de Limoges

| Strasbourg   | Strasbourg | Catégorie                   | Limoges   | Limoges                   |
| ------------ | ---------- | --------------------------- | --------- | ------------------------- |
| Antoine Diot | 54 (13,5)  | Points (moy. par match)     | 51 (12,8) | Nobel Boungou Colo        |
| Matt Howard  | 27 (6,8)   | Rebonds (moy. par match)    | 28 (7,0)  | Ousmane Camara            |
| Antoine Diot | 17 (4,3)   | Passes (moy. par match)     | 13 (3,3)  | Pooh Jeter Léo Westermann |
| Antoine Diot | 65 (16,3)  | Évaluation (moy. par match) | 47 (11,8) | Nobel Boungou Colo        |

| Match | Joueur | Équipe | Évaluation | Points | Rebonds | Passes |
| ----- | ------ | ------ | ---------- | ------ | ------- | ------ |
| 1     |        |        |            |        |         |        |
| 2     |        |        |            |        |         |        |
| 3     |        |        |            |        |         |        |
| 4     |        |        |            |        |         |        |

## Statistiques

### Leaders individuels
| Catégorie                     | Joueur | Équipe | Moyenne | Joués |
| ----------------------------- | ------ | ------ | ------- | ----- |
| Évaluation par match          |        |        | 00      | 00    |
| Points par match              |        |        | 00      | 00    |
| Rebonds par match             |        |        | 00      | 00    |
| Rebonds défensifs par match   |        |        | 00      | 00    |
| Rebonds offensifs par match   |        |        | 00      | 00    |
| Passes décisives par match    |        |        | 00      | 00    |
| Interceptions par match       |        |        | 00      | 00    |
| Balles perdues par match      |        |        | 00      | 00    |
| Contres par match             |        |        | 00      | 00    |
| Fautes par match              |        |        | 00      | 00    |
| Fautes provoquées par match   |        |        | 00      | 00    |
| Dunks par match               |        |        | 00      | 00    |
| Pourcentage aux tirs          |        |        | 00      | 00    |
| Pourcentage aux lancer-francs |        |        | 00      | 00    |
| Pourcentage à 2 points        |        |        | 00      | 00    |
| Pourcentage à 3 points        |        |        | 00      | 00    |

### Records individuels
| Catégorie                   | Joueur | Équipe | Statistique | Match                             |
| --------------------------- | ------ | ------ | ----------- | --------------------------------- |
| Points marqués              |        |        | 00          | mai 2015 (contre ? - 1/4 match 1) |
| Tirs marqués                |        |        | 00          | mai 2015 (contre ? - 1/4 match 1) |
| Tirs à trois points marqués |        |        | 00          | mai 2015 (contre ? - 1/4 match 1) |
| Lancers francs marqués      |        |        | 00          | mai 2015 (contre ? - 1/4 match 1) |
| Rebonds                     |        |        | 00          | mai 2015 (contre ? - 1/4 match 1) |
| Rebonds offensifs           |        |        | 00          | mai 2015 (contre ? - 1/4 match 1) |
| Rebonds défensifs           |        |        | 00          | mai 2015 (contre ? - 1/4 match 1) |
| Passes décisives            |        |        | 00          | mai 2015 (contre ? - 1/4 match 1) |
| Interceptions               |        |        | 00          | mai 2015 (contre ? - 1/4 match 1) |
| Contres                     |        |        | 00          | mai 2015 (contre ? - 1/4 match 1) |
| Balles perdues              |        |        | 00          | mai 2015 (contre ? - 1/4 match 1) |
| Évaluation                  |        |        | 00          | mai 2015 (contre ? - 1/4 match 1) |

### Meilleur joueur à l'évaluation par tour
| Tour          | Joueur          | Équipe        | Matchs joués | Évaluation | Points | Rebonds | Passes |
| ------------- | --------------- | ------------- | ------------ | ---------- | ------ | ------- | ------ |
| 1/4 de finale | Trenton Meacham | ASVEL         | 3            | 22,5       | 12,0   | 3,0     | 6,3    |
| 1/2 finale    | Adrien Moerman  | Limoges       | 3            | 26,0       | 18,0   | 10,3    | 2,7    |
| Finale        | Antoine Diot    | Strasbourg IG | 4            | 16,3       | 13,5   | 2,3     | 4,3    |